# Загоскин, Николай Павлович
Никола́й Па́влович Заго́скин (20 июля [1 августа] 1851, Санкт-Петербург, Санкт-Петербургская губерния, Российская империя — 6 [19] февраля 1912, Санкт-Петербург, Санкт-Петербургская губерния, Российская империя) — российский историк русского права, общественный деятель, профессор и ректор Императорского Казанского университета (1906—1909).

## Биография
Родился 20 июля 1851 года в Санкт-Петербурге. Происходил из старинного дворянского рода. Начальное образование получил в Санкт-Петербургском частном пансионе Фрея. Также учился заграницей в Висбадене.
Окончил Пензенскую 1-ю гимназию с золотой медалью (1870) и Казанский университет (1874). Был утвержден в звание приват-доцентом при кафедре истории русского права в 1875 году 26 июня после защиты диссертации "pro venia legendi" и по прочтении пробных лекций. Преподавал курс истории права XV - XVII веков с начала 1875 - 76 учебного года. В 1878 году 23 мая получил степень магистра государственного права. В том же году его избрали доцентом при кафедре истории русского права.
С 1879 года профессор, в 1906—1909 годы ректор Казанского университета. Был избран ординарным профессором 9 апреля 1880 года по кафедре истории русского права. Однако уже в 1884 году был переведен на кафедру энциклопедии и истории философии права. Но через год его уже вернули на кафедру истории русского права.
Был преподавателем русской истории на казанских высших женских курсах с 1879 по 1882 год. Изучал московские архивы в 1898 году. И в том же году изучал Санкт-Петербургские архивы Министерства народного просвещения.
С 1911 года — директор Казанских высших женских курсов. В 1883—1900 годы издавал в Казани газету «Волжский вестник». Сделал её одной из лучших провинциальных газет и сам в ней печатался под псевдонимом Н. Миролюбов. Состоял учёным секретарем общества археологии, истории и этнографии при Казанском университете. Заслуженный профессор "с оставлением по выслуге 25-летия на дальнейшей службе". По его инициативе было устроено несколько археологических выставок. Н. П. Загоскин был выбран в члены Государственного совета от академии наук и университетов (1912).
Командирован в Томск весной 1902 года в качестве председателя юридической испытательной комиссии для первого выпуска студентов-юристов томского университета.

## Награды
- Золотая Уваровская медаль императорской академии наук за рецензию сочинения Н. П. Лихачева: «Разрядные дьяки XVI века» — 1891 год;
- Высочайшая благодарность государя императора Александра III за труд: «Император Павел I в Казани» — 1893 год.

## Труды
- Очерки организации и происхождения служилаго сословия в до-петровской Руси: изследование кандидата прав Николая Загоскина. — Казань: в Университетской тип., 1875 (обл. 1876). — 218, [3] с.
- Уставные грамоты XIV-го — XVI-го вв., определяющие порядок местного правительственного управления: Исслед. канд. прав Николая Загоскина, представл. в Юрид. фак. Имп. Казан. ун-та pro venia legendi. Вып. 1-2. — Казань: Унив. тип., 1875—1876. — 2 т.
  - [Обзор дошедших и изданных до нашего времени уставных грамот XIV-го-XVI-го вв., определяющих порядок местного правительственного управления]. — 1875. — 67 с.
  - [Сведенный текст дошедших и изданных до нашего времени уставных грамот XIV-го-XVI-го вв., определяющих порядок местного правительственного управления]: (С добавл. соответствующих статей из зап.-рус. устав. грамот и других памятников литовско-русского законодательства). — 1876. — VIII, [2], 144 с.
- Метод и средства сравнительного изучения древнейшего обычного права славян вообще и русских в особенности / [Соч.] Николая Загоскина, прив.-доц. Имп. Казан. ун-та. — Казань: тип. Ун-та, 1877. — 52 с.
- История права Московского государства / [Соч.] Н. П. Загоскина. Т. 1-. — Казань: Унив. тип., 1877—1879.
  - Введение; Внешняя история права; О верховной власти в Московском государстве и о земских соборах. — 1877. — XII, 345 с.
  - Центральное управление Московского государства; Приказы. Вып. 1. Дума боярская. — 1879. — [8], 156 с.
- О праве владения городскими дворами в Московском государстве: Ист.-юрид. очерк Николая Загоскина, прив.-доц. Казан. ун-та. — Казань: тип. Ун-та, 1877. — [2], 42 с.
- Столы Разрядного приказа, по хранящимся в Московском архиве Министерства юстиции книгам их: Отчёт о занятиях в Арх. осенью 1878 г. / [Соч.] Доц. Имп. Казан. ун-та Н. Загоскина. — Казань: тип. Имп. Казан. ун-та, 1879. — 47 с.
- Уложение царя и великого князя Алексея Михайловича и Земский собор 1648—1649 года: Речь, произнесенная в торжественном годичном собр. Имп. Казан. ун-та, 5 нояб. 1879 г., доц. Ун-та, д-ром гос. права Н. П. Загоскиным. — Казань: тип. Имп. ун-та, 1879. — 80 с.
- Верховники и шляхетство 1730-го года: По поводу соч. Д. А. Корсакова: «Воцарение императрицы Анны Иоанновны» / [Соч.] Орд. проф. Имп. Казан. ун-та Н. П. Загоскина. — Казань: тип. Имп. ун-та, 1881. — 73 с.
- Материалы исторические и юридические района бывшего Приказа Казанского дворца: Т. 1-. — Казань: тип. Ун-та, 1882—1912.
  - Архив князя В. И. Баюшева: [Собрание актов XVII и первых годов XVIII вв., касающихся истории Арзамасского, Симбирского, Алатырского и других сопредельных с ними уездов] / Разобран и приготовлен к изд. проф. Н. П. Загоскиным. — 1882. — 315 с.
- Материалы исторические и юридические района бывшего приказа Казанского Дворца: Архив князя В. И. Баюшева. — Казань: тип. Ун-та, 1882. — Т. I. — 315 с. Архивировано 19 февраля 2020 года.
- Описание клада золотоордынских и др. монет, найденного в 1881 г. близ села Малаго Толкиша, чистопольского уезда // Изв. Каз. Общ. Арх., Ист. и Этн.. — 1882. — Т. III.
- Селитрянный городок, в снотаевском уезде астраханской губ. // Труды IV Археол. съезда. — Казань, 1884. — Т. I.
- Самосжигатели. Очерк из истории русского раскола // Литерат. Сборн. "Волжск. Вестника". — Казань, 1884. — Т. I.
- Пятидесятилетие оперы "Жизнь за Царя" и М. И. Глинка. Публичное чтение. — Казань, 1886.
- На солнечное затмение. Путевые наброски Н. Миролюбова (псевд.). — Казань: тип. Губ. правл., 1887. — 128 с.
- Врачи и врачебное дело в старинной России: Публ. лекция, чит. 24 марта 1891 г. в пользу Общества взаим. вспомоществования учителям и учительницам Казан. губ. орд. проф. Н. П. Загоскиным. — Казань: тип. Имп. ун-та, 1891. — 72 с.
- Казанские мятежи в первые пять лет после покорения Казани русской державы // Казанск. Вести. — 1891. — № 61, 68, 77, 81.
- Приказ Казанского Дворца // Казанск. Вести. — 1891. — № 160, 162, 171, 174.
- Казанская старина. Очерки города Казани и казанской жизни в 40-х годах // Волжс. Вест.. — 1891; 1892. — № 282, 295; 9, 16, 24, 31, 37, 47, 53, 59, 66, 73, 79, 85, 89.
- Наука истории русского права: Её вспомогат. знания, источники и лит.: [Библиогр. указ.] / Сост. орд. проф. Имп. Казан. ун-та Н. П. Загоскин. — Казань: Н. А. Ильяшенко, 1891. — XXVIII, 530 с.
- «Казанский край в смутное время» (Каз., 1891);
- Русский суд и его земские начала // Каз. Биржев. Листок. — 1891. — № 212, 214, 216, 218.
- Хлебные недороды и голодовки в старинной России // Волжск. Вестн.. — № 155, 158, 162.
- Очерк истории смертной казни в России: Речь, чит. 5 нояб. 1891 г., в торжеств. годич. собр. Имп. Казан. ун-та, орд. проф. Н. П. Загоскиным. — Казань: тип. Имп. ун-та, 1892. — 103 с.
- Старые Волга и Каспий. Исторические очерки // Волжск. Вестн.. — № 236, 251, 261, 275, 288.
- Разбор исследования Н. П. Лихачева: "Разрядные дьяки XVI века". — Тип. В. С. Балашева, 1888. — 559 с.
- Император Павел I в Казани. — Казань: типо-лит. Имп. Казан. ун-та, 1893. — 63 с.
- Из времен Магницкого: страничка из истории казанского университета 20-х годов. — Казань: тип. т-ва Печенкина и К°, 1894. — 25 с.
- Граф Л. Н. Толстой и его студенческие годы. По архивным документам казанского университета // Историч. Вест.. — 1894.
- Спутник по Казани: Ил. указ. достопримечательной и справ. книжка города / Под ред. проф. Н. П. Загоскина. [Год 1]. — Казань: тип.-лит. Имп. Ун-та, 1895—1896.
  - 2-е издание выпущено в 2005 году ТК ДОМО, в Казани.
- История права русского народа: Лекции и исслед. по истории рус. права Н. П. Загоскина, проф. Имп. Казан. ун-та. Т. 1-. — Казань: типо-лит. Имп. ун-та, 1899.
  - Введение; I. Наука истории русского права; II. Формация народа и государства. — 1899. — XVI, 512, III с.
- А. С. Пушкин в Казани. Из истории казанской общественности 30-х и 40-х годов // Историч. Вести. — 1899.
- Деятели Императорского Казанского университета. 1805 г. — 1900 г.: Опыт крат. биогр. слов. профессоров и преподавателей Казан. ун-та за первые 95 лет его существования / Сост. проф. Н. П. Загоскин. — Казань: типо-лит. Имп. ун-та, 1900. — [4], 179, [8] с.
- Из прошлого казанского университета, по архивным документам // Историч. Вест.. — 1899.
- Проспект университетского курса истории русского права. Пособие к слушанию лекций. — Казань: типо-лит. Имп. ун-та, 1900. — 168 с.
- История Императорскаго казанскаго университета за первые сто лет его существования, 1804—1904 / [соч.] Н. П. Загоскина, заслуженнаго ординарнаго проф. — Казань: Типо-литогр. Имп. казанскаго ун-та, 1902—1904.
  - Т. 1: Введение и ч. 1: (1804—1814). — 1902. — XLV, 567, [24] с.
  - Т. 2: ч. 2: (1814—1819). — 1902 (обл. 1903). — 698, XVIII, VII с.
  - Т. 3: Окончание ч. 2 и ч. 3: (1814—1819 и 1819—1827). — 1903 (обл.1904). — 594, XVI, VI с.
  - Т. 4: Окончание ч. 3: (1819—1827). — 1904 (обл. 1906). — 692, XVIII, VIII с.
- Курс истории русского права / [Соч.] Заслуж. проф. Имп. Казан. ун-та Н. П. Загоскина. Т. 1-. — Казань: типо-лит. Имп. ун-та, 1906.
  - [Введение; I. История русского права, как наука; II. Формация народа и государства]. — 1906. — 336 с.
  - Биографический словарь профессоров и преподавателей Императорского Казанского университета : За сто лет (1804-1904). В 2-х ч. / Под ред. заслуж. орд. проф. Н.П. Загоскина. — Казань: типо-лит. Имп. ун-та, 1904.
- Русские водные пути и судовое дело в до-Петровской России. — Казань: Лито-типография И. Н. Харитонова, 1909. — XIV, 464, 26 с.

## Адреса
В Казани:
- Рыбнорядская улица, напротив клиники д. Алексеева[9] (современный адрес: Пушкина 29А/4[10]).
- Вознесенская улица, дом наследников Журавлёва[11].
- Большая Красная улица, дом Кандаратского[12].

## Журнальные публикации
- Граф Л. Н. Толстой и его студенческие годы. (Посвящается графу Льву Николаевичу) // Исторический вестник, 1894. - Т. 55. – № 1. – С. 78-124. Архивная копия от 27 декабря 2013 на Wayback Machine

## Память
- В Казани названа улица его именем[13].